# Municipio de Dalton (Indiana)
El municipio de Dalton (en inglés: Dalton Township) es un municipio ubicado en el condado de Wayne en el estado estadounidense de Indiana. En el año 2010 tenía una población de 566 habitantes y una densidad poblacional de 13,84 personas por km².

## Geografía
El municipio de Dalton se encuentra ubicado en las coordenadas 39°58′32″N 85°9′32″O / 39.97556, -85.15889. Según la Oficina del Censo de los Estados Unidos, el municipio tiene una superficie total de 40.9 km², de la cual 40,78 km² corresponden a tierra firme y (0,28 %) 0,12 km² es agua.

## Demografía
Según el censo de 2010, había 566 personas residiendo en el municipio de Dalton. La densidad de población era de 13,84 hab./km². De los 566 habitantes, el municipio de Dalton estaba compuesto por el 98,76 % blancos, el 0,18 % eran afroamericanos, el 0,18 % eran amerindios y el 0,88 % eran de una mezcla de razas. Del total de la población el 0,35 % eran hispanos o latinos de cualquier raza.